# (72447) Polińska
(72447) Polińska est un astéroïde de la ceinture principale.

## Description
(72447) Polińska est un astéroïde de la ceinture principale. Il fut découvert le 16 février 2001 à l'Observatoire d'Ondřejov par Petr Pravec et Lenka Šarounová. Il présente une orbite caractérisée par un demi-grand axe de 3,01 UA, une excentricité de 0,06 et une inclinaison de 0,9° par rapport à l'écliptique.

## Étymologie
Cet astéroïde est nommé en l'honneur de Magdalena Polińska (1981-).